# (6785) 1990 VA7
A (6785) 1990 VA7 a Naprendszer kisbolygóövében található aszteroida. Siozava Hitosi és Kizava Minoru fedezte fel 1990. november 12-én.